# Fontanka

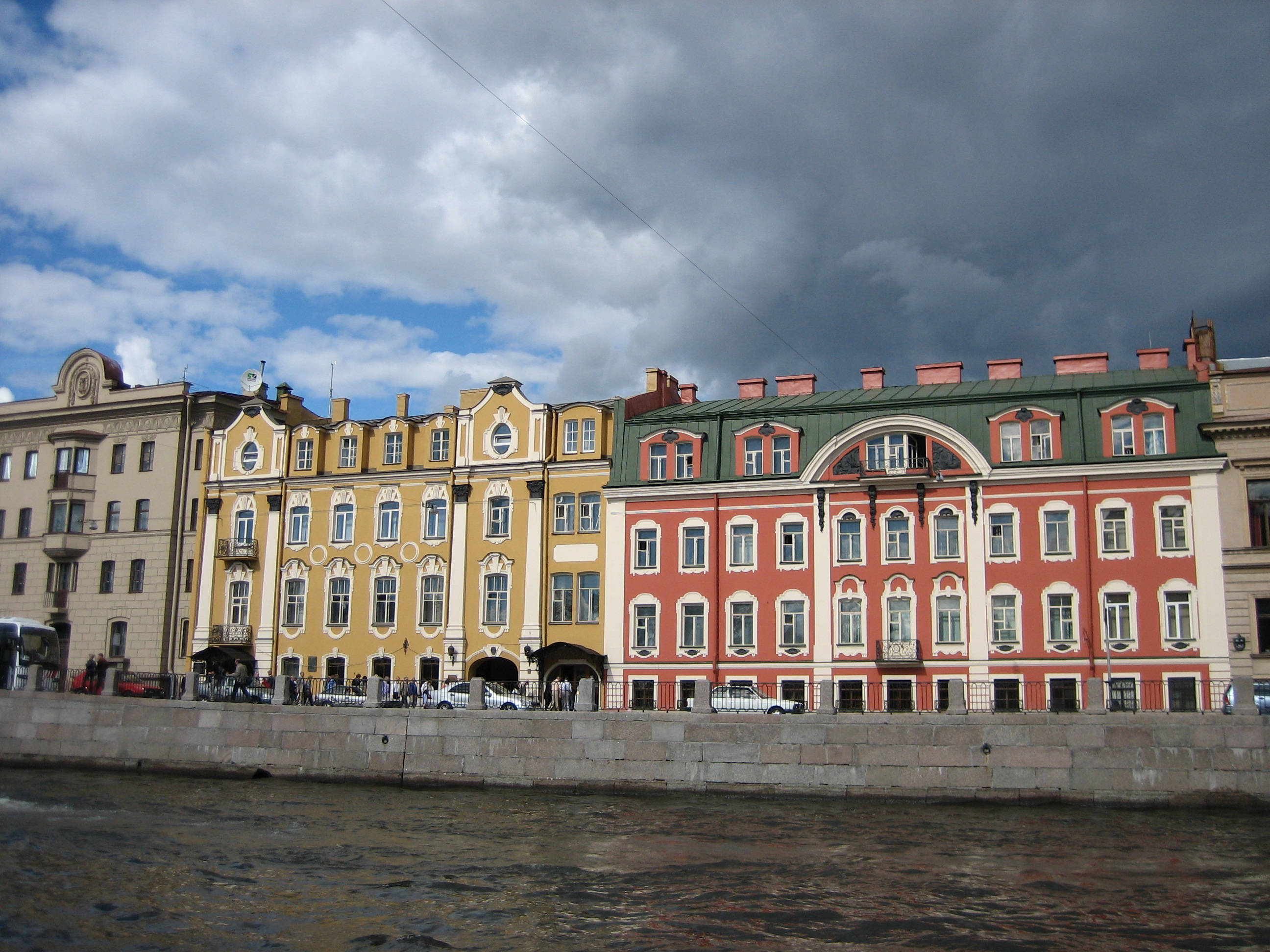
Case sul canale Fontanka a San Pietroburgo

La Fontanka (in russo: Фонтанка) è un canale del fiume Neva che attraversa il centro di San Pietroburgo. Esso è lungo 6700 metri e ha una profondità di 3,5 metri. 
Sulle rive della Fontanka si affacciano numerose antiche residenze della nobiltà russa.

## Storia
Il canale è uno dei 93 corsi d'acqua e bracci di fiume che attraversano San Pietroburgo. Esso era una volta chiamato "fiume anonimo" (lingua russa: Bezymiannyi Yerik, Безымянный ерик). Nel 1719 il corso d'acqua ricevette il suo nome attuale, poiché le sue acque erano utilizzate dalla fontane del Giardino d'Estate.
Fino alla metà del XVIII secolo la Fontanka costituiva il limite meridionale di San Pietroburgo. Le sue rive erano fiancheggiate dalle grandi abitazioni dei membri della famiglia imperiale e della nobiltà russa, delle quali le più importanti sono il Palazzo d'Estate e il Palazzo Aničkov.
Tra il 1780 e il 1789 le rive del canale furono ricoperte di granito sotto la supervisione di Andreï Kvassov e il suo letto regolarizzato.

## Architetture
Tra le opere di stile barocco che si affacciano sul canale si possono citare: il palazzo Cheremetiev, il palazzo Belosselski-Belozerski, il palazzo Ciuvalov e la chiesa di San Pantaleone. Le opere di stile neoclassico più importanti sono: l'Istituto Caterina, il Palazzo Aničkov e il palazzo Iussupov della Fontanka. Alcune di queste dimore contengono musei dedicati a scrittori o compositori che sono vissuti in questo quartiere: Ivan Turgenev, Anna Achmatova, Aleksandr Puškin, Gavriil Deržavin e altri. 
La Fontanka è attraversata da quindici ponti, tra i quali il ponte Lomonossov e il ponte Staro-Kalinkin, entrambi del XVIII secolo; il ponte Oboukhov; il ponte Panteleïmon; il ponte Inglese e lo stravagante ponte Egizio. Il più celebre di essi è il ponte Aničkov, sul quale passa la Prospettiva Nevskij.